# Nikolausstraße 46 (Mönchengladbach)

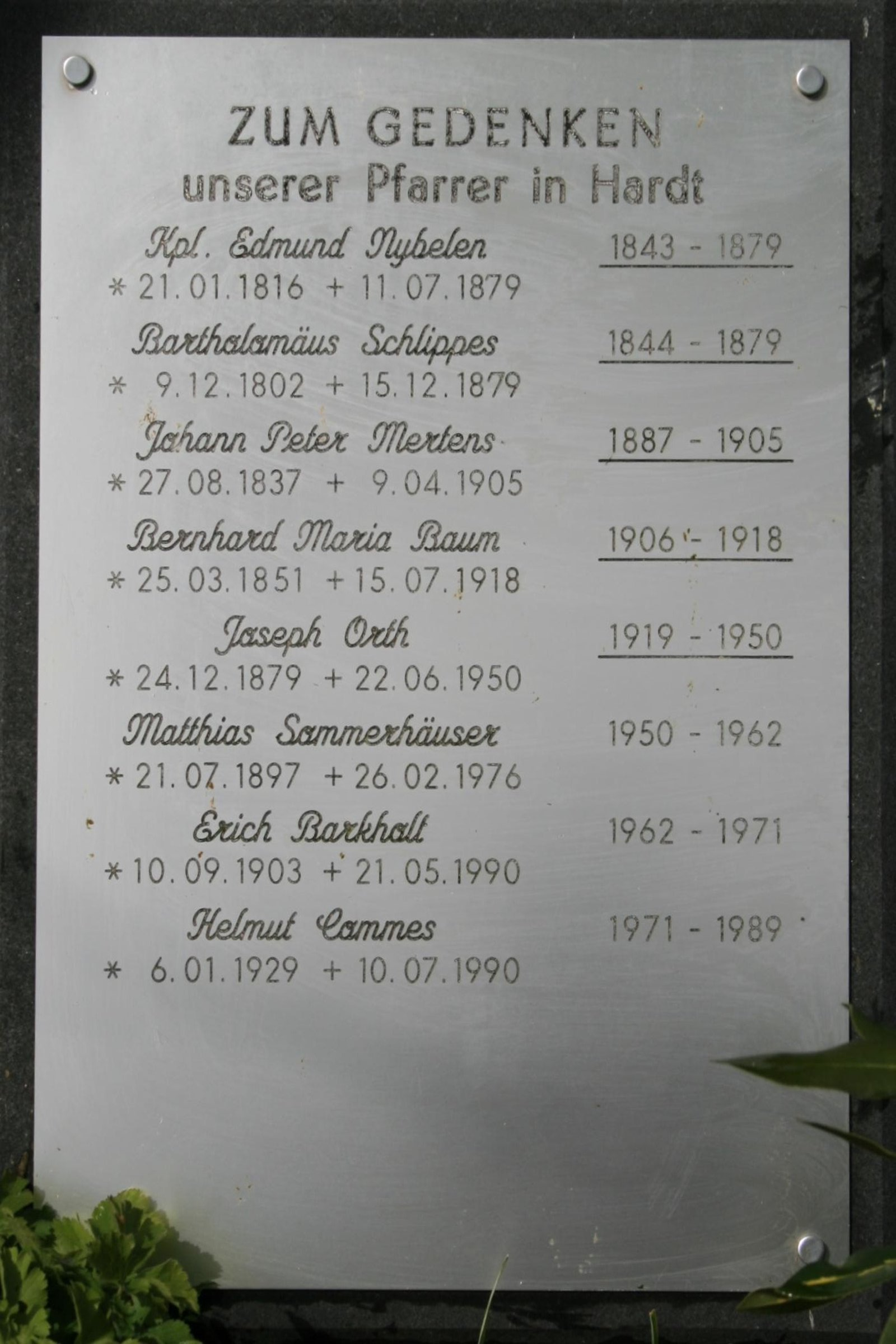
Priestergrabstätte (2010)

Die Priestergrabstätte Nikolausstraße 46 befindet sich im Stadtteil Hardt in Mönchengladbach (Nordrhein-Westfalen).
Die Grabstätte wurde 1879/80 erbaut. Sie wurde unter Nr. N 012 am 9. Oktober 1995 in die Denkmalliste der Stadt Mönchengladbach eingetragen.

## Lage
Die Grabstätte liegt auf dem alten Teil des Friedhofes in unmittelbarer Nachbarschaft des in einer kleinen Lindenallee aufgestellten Hochkreuzes.

## Architektur
Bei dem Gedächtniskreuz handelt es sich um eine mehrfach gegliederte Stele aus Sandstein mit einem aufragenden Schaftkreuz in neogotischen Stil- und Dekorelementen. Den mehrfach abgestuften und profilierten Sockel der Stele ziert ein Spruchband (ohne Beschriftung). Im säulengefassten Mittelteil überfängt eine gotische Arkade eine Inschriftentafel aus Marmor, deren Buchstaben bis zur Unleserlichkeit verwittert sind. Im Podest des Kreuzes ein kleeblattförmiges Medaillon, in das als traditionelles Symbol christlichen Glaubens ein Kelch mit Hostie eingeschlossen ist.